# Comuna Vîșnivka, Krasnoperekopsk
Vîșnivka (în ucraineană Вишнівка) este o comună în raionul Krasnoperekopsk, Republica Autonomă Crimeea, Ucraina, formată din satele Kripke, Utkine, Vîșnivka (reședința) și Zelena Nîva.

## Demografie
Componența lingvistică a comunei Vîșnivka
     Rusă (48,17%)
     Ucraineană (34,6%)
     Tătară crimeeană (13,73%)
     Romani (1,39%)
     Alte limbi (0,12%)
Conform recensământului din 2001, nu exista o limbă vorbită de majoritatea populației, aceasta fiind compusă din vorbitori de rusă (48,17%), ucraineană (34,6%), tătară crimeeană (13,73%) și romani (1,39%).